# 대니얼 킨지

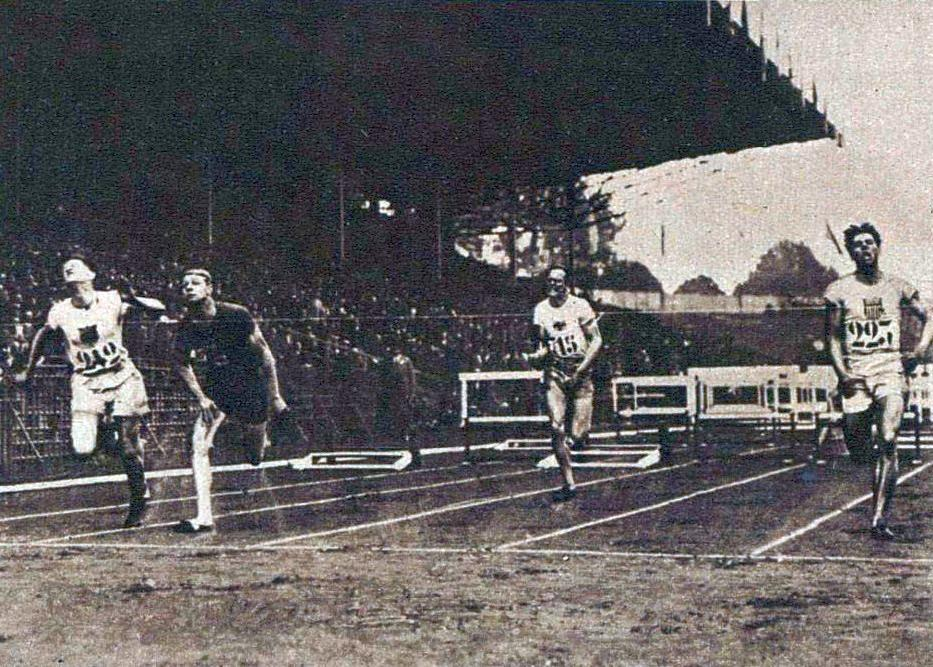

대니얼 채핀 킨지(Daniel Chapin Kinsey, 1902년 1월 22일 ~ 1970년 6월 27일)는 미국의 허들 선수이자, 체육 장학생이었다.
세인트루이스에서 태어나 일리노이 대학교 어배너-섐페인에서 체육을 전공하였다. 그는 자신을 최상의 허들 선수로 발달시켜 1924년 자신의 첫 대학 아마추어 육상 선수권 대회를 우승하고, 파리 올림픽에서 110m 허들 금메달을 획득하였다.
1926년 대학을 졸업하고 오벌린 단과 대학교에서 계속 체육을 공부하였다. 교사 외에도 그는 몇몇의 학교 팀 코치를 맡는 데 관련되었고, 미국 올림픽 협회 같은 단체에 있었다.
1959년 오벌린을 떠나 얼햄 단과 대학교와 미시간 대학교의 교수가 되었다.
1970년 퇴직을 하면서 68세의 나이로 인디애나주 리치먼드에서 사망하였다.